# Roccia del Diamante

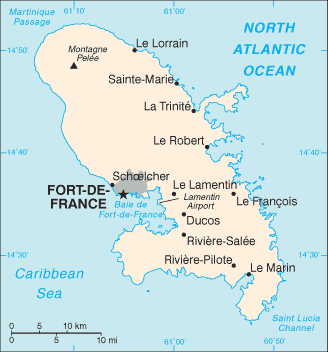
Localizzazione dell'isola del Diamante

La Roccia del Diamante (francese: Rocher du Diamant) è un'isola di basalto alta 175 metri situata a sud di Fort-de-France, il principale porto dell'isola caraibica di Martinica. L'isola disabitata si trova a circa 3 km da Pointe Diamant. L'isola prende il nome dai riflessi che irradia in certe ore del giorno, che evocano immagini di una pietra preziosa. Quello che la rende famosa è il ruolo che ha giocato nelle guerre napoleoniche.

## HMSDiamond Rock
La roccia occupa una posizione strategica a nord dello stretto di Saint Lucia. Il possesso della Roccia permette di bloccare la navigazione tra Martinica ed il suo vicino meridionale, Saint Lucia.
Nel settembre del 1803 il Commodoro sir Samuel Hood navigò fino alla Roccia a bordo della HMS Centaur, col capitano Murray Maxwell. Hood ebbe l'incarico di bloccare le baie di Fort Royal e Saint-Pierre, in Martinica.
La Centaur era ancorata presso la baia di Fort Royal il mattino del 1º dicembre, quando le vedette scorsero una goletta che trainava uno sloop a dieci chilometri di distanza, facendo rotta per Saint Pierre. Hood inviò una barca come emissario, la Sarah, ed ordinò a Maxwell di guidare la Centaur all'inseguimento della goletta. Dopo un inseguimento di circa 24 leghe, la Centaur abbordò la goletta, che si rivelò essere la nave corsara Ma Sophie, proveniente da Guadalupa. Aveva un equipaggio di 45 uomini, ed era armata con otto cannoni buttati fuori bordo durante la corsa.
Hood prese al suo servizio la Ma Sophie, incaricando il capitano tenente William Donnett di sorvegliare il canale tra la Roccia del Diamante e la Martinica alla caccia di vascelli nemici. Donnett fece numerose visite alla Roccia per raccogliere la spessa erba a foglia larga utilizzata per intessere i cappelli dei marinai, oltre ad una pianta simile allo spinacio chiamata callaloo, che bollita e servita ogni giorno proteggeva i marinai di Centaur e Ma Sophie dallo scorbuto, oltre a fornire un utile complemento alla carne salata.
Aiutati dalla sorpresa e dall'acqua calma, i britannici furono in grado di sbarcare e posizionare due cannoni da 18 libbre sulla sommità della Roccia. Costruirono frettolosamente le fortificazioni rifornendole di cibo ed acqua per una guarnigione di due tenenti e 120 uomini, guidati dal tenente James Wilkes Maurice, primo tenente di Hood. In una stampa contemporanea raffigurante i personaggi principali della vicenda, il suo nome è riportato come Morris. Hood definì l'isola governata dalla Royal Navy come lo sloop HMS Diamond Rock, secondo la consuetudine ancora in uso oggi nella Royal Navy di chiamare le basi a terra col nome di navi, definendole "stone frigates" (fregate di pietra). Uno sloop da sei cannoni, chiamato Fort Diamond, fu posto a difesa del forte. In onore del suo ammiraglio, Maurice chiamò "Hood Battery" il cannone da 24 libbre posto in una grotta a metà del pendio della Roccia. I britannici posero anche due pezzi da 24 libbre nelle batterie ("Centaur" e "Queen's") alle pendici della Roccia, ed una carronata da 24 libbre a coprire l'unico punto di sbarco. Un racconto dell'epoca cita due 24 libbre sulla sommità, ma tutti gli altri li definiscono dei 18 libbre. Aspinall afferma che i due 18 libbre posti sulla sommità provenivano dalla HMS Hippomenes. In realtà la Hippomenes aveva prelevato i due 18 libbre dalla Gun Wharf ad English Harbour, in Antigua. Sfortunatamente, durante questi preparativi, la Ma Sophie esplose per motivi sconosciuti, uccidendo tutto il suo equipaggio tranne una singola persona.
Completato il lavoro il 7 febbraio, Hood decise di formalizzare l'amministrazione dell'isola, e scrisse all'Ammiragliato annunciando di aver attrezzato la Roccia come uno sloop col nome di Fort Diamond. Il tenente Maurice, che aveva colpito Hood sforzandosi di aiutarlo nei preparativi, fu premiato con la promozione a comandante.
Le grotte della Roccia furono utilizzate come residenze per gli uomini, mentre gli ufficiali utilizzavano delle tende. La corte marziale riprese il tenente Roger Woolcombe a Plymouth il 7 dicembre 1805 per "condotta disdicevole per un gentiluomo" per aver mangiato sulla sommità con una parte dell'equipaggio.
Gli uomini utilizzavano pulegge e corde per portare le provviste in cima. Per poter aumentare le provviste a disposizione, la guarnigione allevava capre, porcellini d'India e galline, che sopravvivevano nonostante la scarsa vegetazione. I britannici organizzarono anche un ospedale in una grotta alla base della Roccia, con l'obiettivo di curare febbre e ferite.
Poco prima che la Centaur lasciasse la Roccia, un gruppo di schiavi fece una visita clandestina di notte per commerciare frutta e banane. Dissero che un tenente colonnello francese del genio era arrivato presso la loro piantagione con l'obiettivo di installare una batteria di mortai per colpire la Roccia. Uno degli schiavi era stato venduto dai suoi proprietari inglesi ai francesi quando il padrone lasciò le isole. Lo schiavo non gradiva i nuovi padroni, e chiedeva l'aiuto britannico. Hood gli garantì la sua protezione, e promise che l'uomo avrebbe potuto servire la Royal Navy come uomo libero in cambio dei suoi servizi come guida verso i suoi padroni. Una squadra di sbarco composta da 23 uomini, tra cui la guida, guidati dal tenente Reynolds, sbarcò a mezzanotte, percorse i quattro chilometri che li separavano dalla piantagione e catturarono i genieri ed i 17 soldati prigionieri prima di fare ritorno alla Centaur. Apparentemente il tenente colonnello era il solo geniere della Martinica, per cui non furono installati mortai.
Il 23 giugno 1804, mentre la HMS Fort Diamond era impegnata in una spedizione esplorativa a Roseau Bay, Saint Lucia, una squadra di sbarco francese proveniente da una scuna giunse a bordo di due barche a remi, sbarcando di notte mentre buona parte della truppa stava dormendo sotto coperta e catturando la nave. Una corte marziale a bordo della HMS Galatea presso English Harbour, Antigua, condannò il tenente Benjamin Westcott per aver permesso ai nemici di catturarne il vascello. Fu radiato a vita dal servizio alla Navy. Tre anni dopo divenne cittadino statunitense
Per 17 mesi il forte fu in grado di colpire le navi francesi che tentavano di entrare a Fort-de-France. I cannoni della Roccia dominavano il canale tra essa e l'isola principale, ed a causa della loro altitudine erano in grado di sparare talmente distante da costringere le navi a stare alla larga, ed i venti e le correnti forti impedivano a queste di attraccare a Port Royal. In questo periodo le truppe francesi della Martinica fecero numerosi tentativi fallimentari di riconquistare la Roccia.

### Conquista

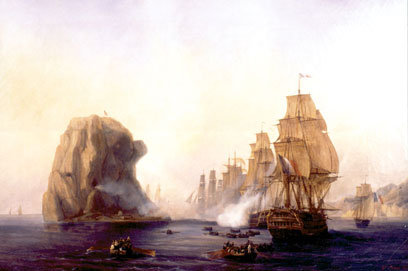
La flotta francese del capitano Cosmao attacca la Roccia del Diamante. Dipinto di Auguste Mayer.

Quando l'ammiraglio Villeneuve si imbarcò nel 1805 per la Martinica, aveva ricevuto l'ordine da Napoleone di riconquistare la Roccia. La forza navale franco-spagnola era composta da sedici navi guidate dal capitano Cosmao-Kerjulien che attaccarono la Roccia. Tra il 16 ed il 29 maggio la flotta francese pose un embargo sulla Roccia. Il 25 i francesi riuscirono a prendere possesso di uno sloop britannico che era giunta da Saint Lucia con i rifornimenti.
L'assalto decisivo avvenne il 31 maggio, ed i francesi riuscirono a sbarcare alcune truppe sulla Roccia. Maurice aveva previsto lo sbarco ed aveva spostato i suoi uomini in posizioni più elevate e sulla sommità. Una volta che i francesi furono a terra, il fuoco britannico li intrappolò in due grotte vicino al mare.
Sfortunatamente per la guarnigione, la loro cisterna in pietra si era rotta a causa di un terremoto, e così rimasero senza acqua. Dopo le schermaglie con i francesi rimasero anche a corto di munizioni. Dopo un feroce bombardamento, Maurice si arrese il 3 giugno 1805, dopo aver resistito a due navi da 74 cannoni, una fregata, una corvetta, una scuna e undici cannoniere. I britannici ebbero due caduti ed un ferito, mentre i francesi 50 tra morti e feriti, oltre a tre cannoniere perse. I francesi fecero prigionieri i 107 britannici della guarnigione, dividendoli tra le due navi da 74 cannoni, la Pluton e l'ex britannica Berwick.
I prigionieri furono rimpatriati alle Barbados il 6 giugno. La corte marziale del comandante Maurice che giudicava la perdita della sua nave e del forte lo esonerò dal comando e condannò.

### La battaglia della Roccia del Diamante nella letteratura
Esiste una poesia con stanze di circa 44 righe basata sull'incidente, intitolata "The Diamond Rock".
Lo scrittore Sea Lion (pseudonimo di Geoffrey Bennett, ufficiale della marina), gli dedicò il suo romanzo del 1950 intitolato The Diamond Rock. Così fece anche Dudley Pope nel romanzo del 1976 intitolato Ramage's Diamond.
La Royal Navy britannica considera la "HMS Diamond Rock" ancora in servizio.

## Storia naturale
La Roccia è un neck vulcanico, un resto della violenta attività vulcanica che colpì la regione un milione di anni fa. Il capitano Hansen della nave norvegese Talisman disse di aver visto il 13 maggio 1902 quella che ritenne un'eruzione vulcanica da un buco nella roccia. Era il periodo della devastante eruzione di La Pelée che distrusse Saint-Pierre. Hansen non fece ulteriori indagini.
Come le altre 47 isole che circondano Martinica, la Roccia ha le proprie caratteristiche ecologiche. È più assolata dell'isola principale, più asciutta e soggetta ad una lunga stagione secca. E coperta da sottobosco e cacti.
Particolarmente inaccessibile ed inospitale, l'isola è disabitata, il che le ha permesso di rimanere un santuario per alcune specie che erano credute estinte. Uno studio dell'ambiente ha permesso di ipotizzare che la Roccia del Diamante sia probabilmente l'ultimo rifugio di una specie di rettile un tempo endemico della Martinica, il liophis cursor. Questo serpente fu visto l'ultima volta sull'isola nel 1962. Ormai è considerato estinto.

## Immersioni
Sotto l'acqua si trova la grotta della Roccia del Diamante, una profonda grotta triangolare, attrazione popolare tra coloro che fanno immersione. Si dice che la grotta contenga grandi quantità di gorgonie e coralli, anche se le forti correnti oceaniche rendono pericolose le immersioni.
Lo scrittore John Fine disse che, durante un'immersione, trovò uno dei cannoni che i francesi avevano buttato dalla sommità.